# Phantolabis lacustris
Phantolabis lacustris is een tweevleugelige uit de familie steltmuggen (Limoniidae). De soort komt voor in het Nearctisch gebied.